# Сулавесі (море)

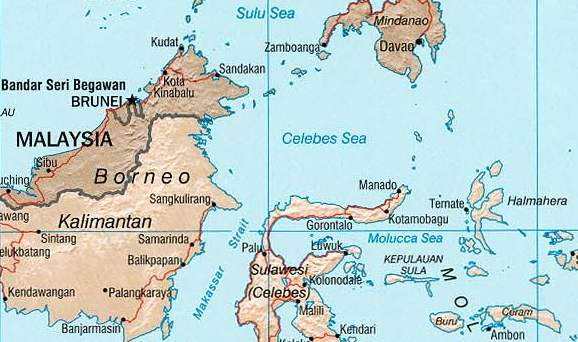
Розташування моря Сулавесі.

Море Сулавесі — міжострівне море в Тихому океані. Розташоване між островами Сулавесі, Калімантан, Мінданао, Сангір і архіпелагом Сулу. Площа 453 000 км². Глибина до 6 220 м.
На узбережжі островів архіпелагу Сулу є багато коралових рифів.
Найбільші порти — Манадо (острів Сулавесі) і Таракан (острів Таракан).

## Клімат
Акваторія моря лежить в екваторіальному кліматичному поясі. Над морем увесь рік панують екваторіальні повітряні маси. Клімат жаркий і вологий зі слабкими нестійкими вітрами. Сезонні амплітуди температури повітря часто менші за добові. Зволоження надмірне, часті зливи й грози.

## Біологія
Акваторія моря утворює окремий однойменний морський екорегіон центральної індо-пацифічної зоогеографічної провінції. Зоогеографічно донна фауна континентального шельфу й острівних мілин до глибини 200 м належить до індо-західнопацифічної області тропічної зони.